# Codette
Codette es un pueblo canadiense situado en la provincia de Saskatchewan.

## Superficie
Codette tiene una superficie de 0,41 km².

## Demografía
En 2021, tenía 180 habitantes, una densidad poblacional de 443,7 hab./km², y 105 viviendas.